# هوغو غولت
هوغو غولت (مواليد 14 يناير 1974) هو سبّاح كندي، مثّل بلاده في الألعاب الأولمبية الصيفية 1996.

## روابط خارجية
هوغو غولت على موقع الاتحاد الدولي للسباحة (الإنجليزية)
- هوغو غولت على موقع أوليمبيديا (الإنجليزية)